# La Marche (Zweig)
Pour les articles homonymes, voir La Marche (homonymie).

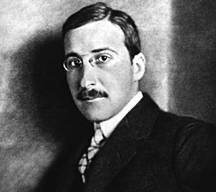
Stefan Zweig (vers 1912)

La Marche (Die Wanderung) est une nouvelle de l'auteur autrichien Stefan Zweig, publiée en 1904.

## Résumé
La Marche a été publiée le 11 avril 1902 dans la Neue Freie Presse de Theodor Herzl et incluse dans le recueil de nouvelles L'Amour d'Erika Ewald en 1904. L'histoire se déroule dans la première moitié du premier siècle après J.-C. en Judée, où la nouvelle d'un Messie se répand. Un jeune homme part alors pour Jérusalem à la recherche de celui-ci. Au milieu de son long voyage, il est arrêté par une femme séduisante et il apprend l'exécution ordonnée par Ponce Pilate de trois criminels. Arrivé à Jérusalem, il peut voir cette crucifixion de loin, mais il ne peut reconnaître le Sauveur dans le visage du crucifié. Il continue donc son voyage. 

## Contexte
La Marche est l'une des rares nouvelles de Zweig contenant des motifs religieux. Durant cette période, l'auteur juif est proche du mouvement sioniste autour de Martin Buber et d'Ephraim Moses Lilien . Dans cette histoire, Zweig utilise également l’image misogyne de la femme séductrice, encore courante au début du vingtième siècle.